# Morotai
Morotai is een eiland dicht bij het grotere Halmahera in het noorden van de Molukken in Indonesië. Het is 2463 km² groot en het hoogste punt is 1090 m.

## Geschiedenis
Tijdens de Tweede Wereldoorlog gebruikten de Japanners het eiland als vliegbasis. Tussen 15 en 20 september 1944 werd het eiland door de geallieerden op de 500 Japanse verdedigers heroverd door de 31e infanteriebrigade van het Amerikaanse leger. Vanaf dat moment werd het eiland gebruikt als vliegbasis voor de geallieerde opmars tegen het Japanse keizerrijk. Er waren twee start- en landingsbanen op het eiland aanwezig: een baan voor bommenwerpers: 'Guama', en een baan voor jachtvliegtuigen: 'Pitu'.
Op 9 september 1945 tekende de Japanse bevelhebber luitenant-generaal Teshima de formele overgave van het tweede Japanse keizerlijke leger (126.000 man sterk) in Nederlands-Indië ten overstaan van de Australische generaal Sir Thomas Blamey. 
Al tijdens de oorlog werden grote hoeveelheden beschadigde vliegtuigen in en om het eiland gedumpt. Direct na de oorlog nam deze stroom nog toe, waardoor het eiland vol kwam te liggen met vliegtuigwrakken. In 1988 werd besloten om het vliegtuigkerkhof op Morotai op te ruimen en werden de meeste vliegtuigwrakken geborgen. Het schroot ging naar Java om te worden omgesmolten.

### Soldaat Teruo Nakamura
Een gedeelte van de verslagen Japanse troepen op Morotai bleef zich na de capitulatie nog schuilhouden in het binnenland. De meesten van hen kwamen om door honger en ziekte.
Soldaat Teruo Nakamura, de laatste van deze soldaten, hield zich uiteindelijk 29 jaar lang schuil. In het midden van 1974 werd zijn schuilplaats ontdekt vanuit een vliegtuig. De Japanse ambassade in Jakarta verzocht Indonesië in november 1974 om een zoektocht op te zetten naar Nakamura. Teruo Nakamura was ervan overtuigd dat de oorlog nog steeds aan de gang was, totdat hij op 18 december 1974 door Indonesische militairen uit zijn schuilplaats werd gelokt door het draaien van het voormalige Japanse volkslied en vervolgens werd gearresteerd. Zijn nog werkende geweer met vijf kogels leverde hij toen in. In december 1974 verkoos hij om rechtstreeks naar zijn geboorteland Taiwan terug te keren en niet via Japan. Hij overleed op 15 juni 1979 in Taiwan aan de gevolgen van longkanker.

## Fauna
Er komen 207 soorten vogels voor waarvan acht soorten als kwetsbaar of bedreigd op de Rode Lijst van de IUCN staan zoals de Molukse kraai (Corvus validus) en de kleine geelkuifkaketoe (Cacatua sulphurea).
De volgende zoogdieren komen er voor: Polynesische rat (Rattus exulans) (geïntroduceerd), Phalanger ornatus, Rattus morotaiensis, Dobsonia crenulata, Nyctimene albiventer, Pteropus caniceps, Pteropus conspicillatus, Pteropus personatus, Rousettus amplexicaudatus, Thoopterus nigrescens, Emballonura nigrescens, Aselliscus tricuspidatus en Hipposideros ater.